# Харкань
Ха́ркань (венг. Harkány) — город в медье Баранья в Венгрии, расположенный в 25 км от города Печ.
Город занимает площадь 25,69 км², на которой проживает 3588 жителей.
Статус города с июля 1999 года. Окрестности города населены издревле, по археологическим данным обнаружено что здесь более тысячи лет назад жили, как гунны, так и авары, а название Harkan впервые упоминается в 1323 году.
Харкань — бальнеотерапевтический курорт лесостепной зоны на высоте 201 м, у подножия горы Тенкеш, расположенный в 250 км от Будапешта и 25 км к югу от г. Печ, в 8 км от границы с Хорватией. Данная местность южнее Балатона — Южно-Задунайский край славится мягким климатом. Славу курорту принесли сернистые воды и одна из известных лечебных купален.
Лечебный эффект воды Харкани был обнаружен в 1823 году. Граф Баттяни, владелец этой местности, построил первые купальни в 1828 году, позже появились более современные купальни.

## Население
| Год  | Численность | Численность |
| ---- | ----------- | ----------- |
| 2013 | 4087        | [ 5 ]       |
| 2014 | 4124        | [ 6 ]       |
| 2015 | 4219        | [ 7 ]       |
| 2019 | 4632        | [ 8 ]       |
| 2021 | 4949        | [ 9 ]       |
| 2022 | 4675        | [ 10 ]      |
| 2023 | 4689        | [ 11 ]      |
| 2024 | 4775        | [ 2 ]       |

## Города-побратимы
- Bačko Petrovo Selo[вд], Сербия[12]
- Брухкёбель, Германия[13]
- Бэиле-Тушнад, Румыния[14]
- Курчатов, Россия[15]
- Трогир, Хорватия[16]
- Хайдубёсёрмень, Венгрия[17]
- Цриквеница, Хорватия[18]
- Щавница, Польша[19]